# マイケル・フォーテスキュー
マイケル・デイビッド・フォーテスキュー（Michael Fortescue、1946年8月8日、Thornbury 生まれ）は、グリーンランド語、イヌクトゥン語、チュクチ語、ニティナト語といった、北極圏および北米先住民の諸言語を専門とする英国出身の言語学者である。 
フォーテスキューはエスカリュート語族、チュクチ・カムチャツカ語族、ニヴフ語族、ウォキャシャ語族の祖語の再建によって知られている。

## 来歴
マイケル・フォーテスキューは10代前半、家族とともにカリフォルニアに移民し、1956年から1959年までラ・ホヤ・ハイスクールに通った。1963年にアビンドン校を卒業した。1966年、カリフォルニア大学バークレー校でスラヴ語と文学の学士号を「優等（英語: Honors of Great Distinction）」の成績で取得。その後、1968年から1970年まで同校でロシア語を教え、スラヴ語と文学の修士号を取得した。1971年から1975年まで、大阪の International Language Centre とエクス・マルセイユ大学で英語を教えた。1975年から1978年までエディンバラ大学で、論文Procedural discourse generation model for 'Twenty Questions'によって言語学の博士号を取得。デンマークの奨学金を得て、1978年から1979年にかけてコペンハーゲン大学を訪れ、グリーンランドでフィールドワークを行った。この研究は1979年から1982年にかけてデンマーク人文科学研究評議会の支援を受けた。1984年にコペンハーゲン大学のイヌイット学の准教授となり、1989年には同大学の講師となった。1999年に言語学の教授となり、2011年に退職した。
2011年の退職を記念して、2012年に雑誌「Grønland」の特別号がフェストシュリフトとして出版された。退職後、彼はイギリスに移住し、セント・ヒュー・カレッジの準会員に選出された。2017年には彼を称えたフェストシュリフトが出版された。2019年には、アカデミア・エウロペアに選出された。
彼は2005年から2011年までコペンハーゲン学派の議長を務めた。

## 著作選
Steven Jacobson、Lawrence Kaplan との共著Comparative Eskimo Dictionaryは、この分野のスタンダードであり、Comparative Chukotko-Kamchatkan Dictionaryも同様である。フォーテスキューは著書Pattern and Processで、アルフレッド・ノース・ホワイトヘッドの哲学に基づいた言語理論の可能性を探求している。
完全な著作リストはフェストシュリフトに掲載されている。
- 1984. Some Problems Concerning the Correlation and Reconstruction of Eskimo and Aleut Mood Markers. Institut for Eskimologi, Københavns Universitet.
- 1990. From the Writings of the Greenlanders: Kalaallit Atuakklaannit. University of Alaska Press.
- 1991. Inuktun: An Introduction to the Language of Qaanaaq, Thule. Institut for eskimologis skriftrække, Københavns Universitet.
- 1992. Editor. Layered Structure and Reference in a Functional Perspective. John Benjamins Publishing Co.
- 1994. With Steven Jacobson and Lawrence Kaplan. Comparative Eskimo Dictionary with Aleut Cognates. Alaska Native Language Center.
- 1998. Language Relations across Bering Strait: Reappraising the Archaeological and Linguistic Evidence. London and New York: Cassell.
- 2001. Pattern and Process: A Whiteheadian Perspective on Linguistics. John Benjamins Publishing Co.
- 2002. The Domain of Language. Copenhagen: Museum Tusculanum Press.
- 2005. Comparative Chukotko-Kamchatkan Dictionary. Berlin: Walter de Gruyter.
- 2007. Comparative Wakashan Dictionary. Munich: LINCOM Europa.
- 2016. Comparative Nivkh Dictionary. Munich: LINCOM Europa.